# Varga Éva (színművész)
Varga Éva (Komádi, 1962. október 9. –) Jászai Mari-díjas magyar színésznő.

## Életpályája
Színi tanulmányait 1981-ben kezdte a Nemzeti Színház Stúdiójában. A Színház- és Filmművészeti Főiskolát 1983 és 1987 között végezte Horvai István osztályában. A főiskola után a debreceni Csokonai Színház társulatához került, melynek 2004-ig volt elismert és népszerű tagja. 2001-ben színházi rendezőként is megismerte a közönség. A színészet mellett tanítással is foglalkozik. 2002 és 2006 között, majd 2014-től újra a Pesti Magyar Színiakadémia növendékeinek oktat színészmesterséget. Az Etüd Zeneművészeti Szakközépiskola tanára. Munkájáért hat alkalommal kapta meg Debrecen város nívódíját. Egy lánya van, Szarka Eszter Luca.

## Színpadi szerepei
A Színházi adattárban regisztrált bemutatóinak száma: 68.
- Jean Anouilh: Eurydiké....A szép kaszírnő
- Guy Bolton-John McGowan: Vadnők....
- Molière: A képzelt beteg....Lujzácska; Szippants
- Pataki Éva: Edith és Marlene....Ápolónő
- Fjodor Mihajlovics Dosztojevszkij: A Karamazov testvérek....Grusa
- Albert Camus: Ördögök....Diáklány
- Egon Wolff: Papírvirágok....Éva
- Anton Pavlovics Csehov: Ványa bácsi....Jelena Andrejevna
- Pierre-Augustin Caron de Beaumarchais: A sevillai borbély avagy a hiábavaló elővigyázat....Fürge
- Arthur Miller: Az ügynök halála....Letta
- Jaroslav Hašek: Svejk, egy derék katona kalandjai a hátországban....Müllerné
- Barrie Stavis: A szivárványszínű köntös....Ászenat hercegnő
- John-Michael Tebelak: Godspell....
- Johann Wolfgang von Goethe: Stella....Stella
- Kálmán Imre: Csárdáskirálynő....Stázi, baronessz
- Presser Gábor-Sztevanovity Dusán: A padlás....Kölyök, naiv szellem
- Jevgenyij Lvovics Svarc: Hókirálynő....Gerda
- Heltai Jenő: A néma levente....Monna Mea
- Spiró György: Csirkefej....Csitri
- Dale Wasserman: La Mancha lovagja....Második rab; Házvezetőnő
- Dobsa Lajos: Vérmenyegző....Édua, kun hercegnő
- Garaczi László: Imoga....Földi Mása
- Móricz Zsigmond: Légy jó mindhalálig....Viola kisasszony; Doroghyné
- Kálmán Imre: Marica grófnő....Liza
- Friedrich Dürrenmatt: A fizikusok....Martha Boll, főnővér; Matihilde
- Noël Coward: Vidám kísértet....Elvira
- Dale Wasserman: Kakukkfészek....Ratched nővér
- Paavo Liski: Kalevala....Annikki
- Parti Nagy Lajos: Ibusár....Amália, hercegkisasszony
- Claude Magnier: Oscar....Jacqueline, gépírónő
- Várkonyi Mátyás-Miklós Tibor: Sztárcsinálók....Agrippina
- Murray Schisgal: Szerelem, óh!....Ellen
- Szophoklész: A sors gyermekei....Antigoné
- Scott McPherson: Marvin szobája....Lee
- Fred Ebb-Bob Fosse: Chicago....Velma Kelly
- William Shakespeare: Sok hűhó semmiért....Beatrice
- Eugene O’Neill: Amerikai Elektra....Lavinia
- John Steinbeck: Egerek és emberek....Curleyné
- Lehár Ferenc: Luxemburg grófja....Juliette
- Molnár Ferenc: Az üvegcipő....Adél
- Jakobi Viktor: Sybill....Charlotte
- Friedrich Schiller: Stuart Mária....Erzsébet, Anglia királynője
- Ábrahám Pál: Bál a Savoyban....La Tangolita, brazil táncosnő
- Mihail Afanaszjevics Bulgakov: Molière....Madeleine Béjart
- David Rogers: Tom Jones....Lady Bellaston
- Szigligeti Ede: Fenn az ernyő, nincsen kas....
- William Shakespeare: Szentivánéji álom....Titania, tündérkirályné
- Sam Spewack–Bella Spewack: Csókolj meg, Katám!....Lilli Vanessi, színésznő; Kata
- Lehár Ferenc: Cigányszerelem....Jolán
- Terrence McNally: A pókasszony csókja....Mama
- Jean Genet: Cselédek....Solange
- August Strindberg: A pelikán....Elise
- Agatha Christie: Az egérfogó....Mrs. Boyle
- Romhányi József: Mekk Mester cégérei....Bari mama; Koca mama; Tyúk anyó; Szamár Amál
- Rejtő Jenő: A néma revolverek városa....Vendéglősné
- Krajcsi Tímea: Szellemek márpedig nincsenek....
- Vajda Katalin: Anconai szerelmesek....Agnese
- Dumas: A három testőr....Milady

## Színházi rendezései
- Gaetano Donizetti: Szerelmi bájital
- Domenico Cimarosa: A titkos házasság
- William Shakespeare: Csókolj meg, Katám!
- Geszti Péter-Dés László: A dzsungel könyve
- Dario Niccodemi: Hajnalban, délben, este

## Filmjei
- Angyal szállt le Babilonba (1983) – Szolgálólány
- Egészséges erotika (1986)
- Napló szerelmeimnek (1987)
- A harag napja (dokumentumfilm, 1992)
- Gyilkos kedv (1997)
- Barátok közt (1998)
- Cigányszerelem (operettfilm, 2002)
- Hacktion: Újratöltve (2013)

## Díjai, elismerései
- Déryné-díj (1993)
- Jászai Mari-díj (1996)
- Domján Edit-díj (2001)